# Ephemerum furcatum
Ephemerum furcatum är en bladmossart som beskrevs av Stone 1996. Ephemerum furcatum ingår i släktet dagmossor, och familjen Ephemeraceae. Inga underarter finns listade i Catalogue of Life.